# Meghan Trainor

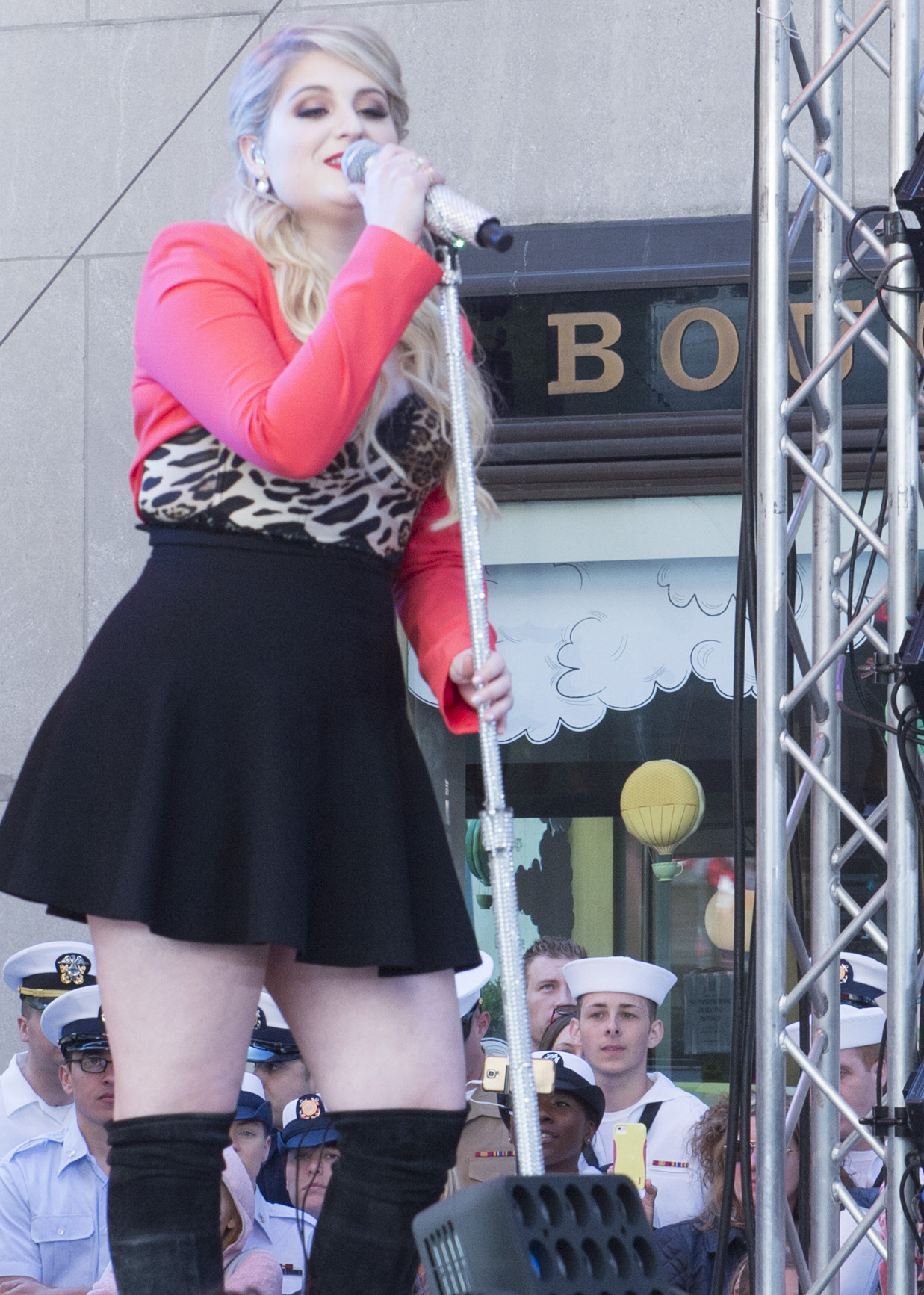
Trainor in The Today Show

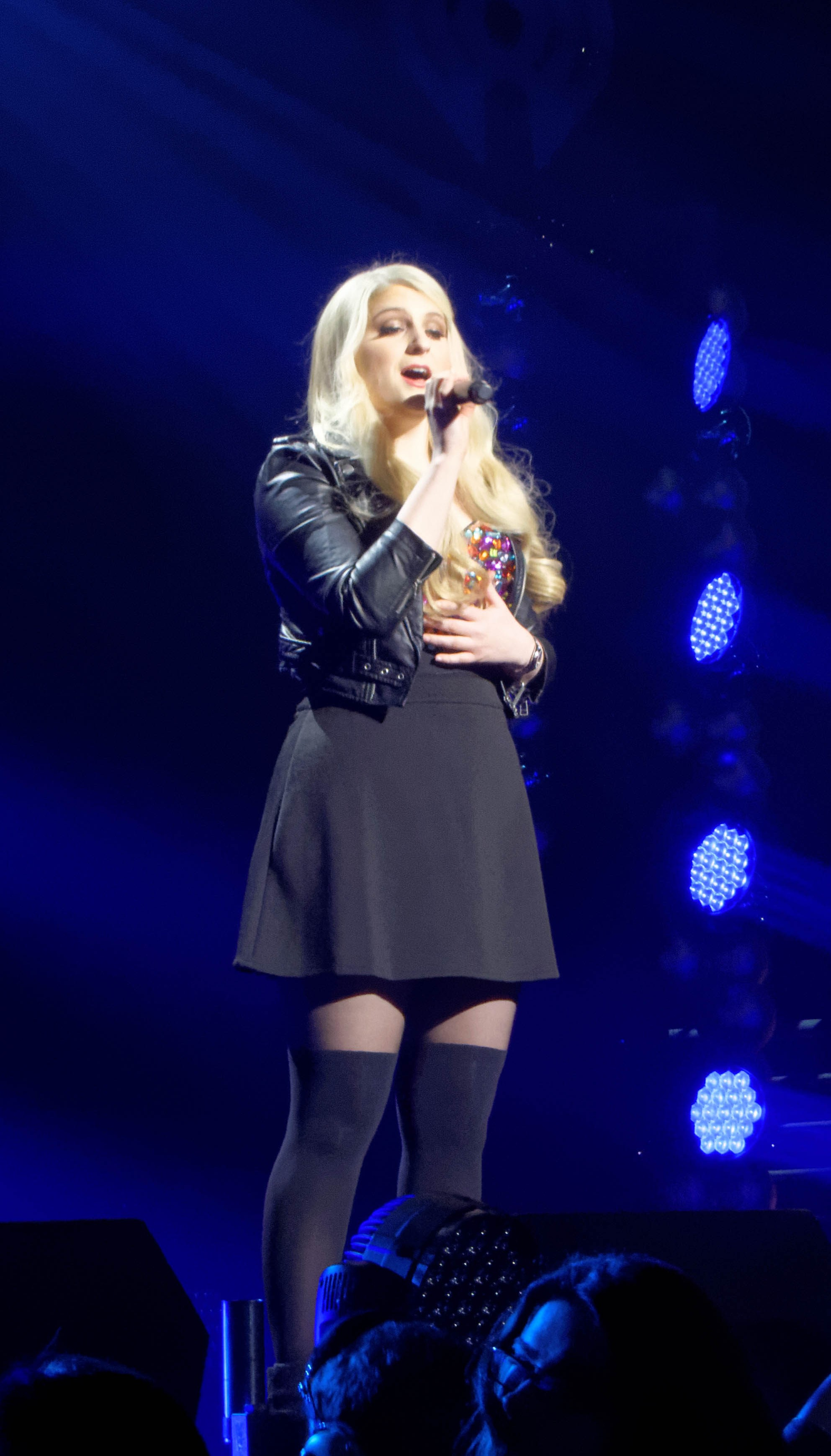
Trainor tijdens Jingle Ball

Meghan Elizabeth Trainor (Nantucket, 22 december 1993) is een Amerikaans zangeres, tekstdichter en muziekproducente.

## Loopbaan
Op achttienjarige leeftijd werd Trainor als songwriter door Big Yellow Dog Music onder contract gesteld, waar ze nummers schreef voor onder andere Rascal Flatts en Sabrina Carpenter. In 2011 schreef ze twee albums, I'll sing with you en Only 17, die ze in eigen beheer uitbracht.
In 2014 vergaarde Trainor wereldwijde bekendheid met haar debuutsingle All About That Bass. Dit nummer behaalde de eerste plaats in de Amerikaanse Billboard Hot 100, evenals de toppositie in de hitlijsten van onder andere Canada, Duitsland, Australië en het Verenigd Koninkrijk. Ook in Nederland en België betekende de single haar doorbraak. Haar album Title, dat begin 2015 verscheen, was eveneens in veel landen succesvol en leverde haar in Nederland een gouden plaat op. Later dat jaar scoorde ze opnieuw een grote internationale hit met de single Marvin Gaye, een duet met Charlie Puth.
In mei 2016 bracht ze het album Thank you uit, waarvan de eerste single No in diverse landen een top 10-hit werd. In januari 2020 volgde het album Treat myself. In diezelfde maand werd ze coach in de talentenjacht The Voice UK. Eind 2020 bracht Trainor een kerstalbum uit met medewerking van onder meer de band Earth, Wind & Fire.

## Privéleven
Op 25 december 2018 trouwde Trainor met acteur Daryl Sabara. Ze hebben samen twee zoons.

## Discografie

### Studioalbums
| Titel                    | Verschijningsdatum | Formaat                | Label        |
| ------------------------ | ------------------ | ---------------------- | ------------ |
| Meghan Trainor           | 25 december 2009   | cd, muziekdownload     | Eigen beheer |
| I'll sing with you       | 4 februari 2011    | cd, muziekdownload     | Eigen beheer |
| Only 17                  | 14 september 2011  | cd, muziekdownload     | Eigen beheer |
| Title                    | 9 januari 2015     | cd, lp, muziekdownload | Epic         |
| Thank you                | 13 mei 2016        | cd, lp, muziekdownload | Epic         |
| Treat myself             | 31 januari 2020    | cd, lp, muziekdownload | Epic         |
| A very Trainor Christmas | 30 oktober 2020    | cd, lp, muziekdownload | Epic         |

### Extended plays
| Titel          | Verschijningsdatum | Formaat            | Label |
| -------------- | ------------------ | ------------------ | ----- |
| Title          | 9 september 2014   | ep, muziekdownload | Epic  |
| The love train | 8 februari 2019    | ep, muziekdownload | Epic  |

## Hitnoteringen

### Albums
| Album met eventuele hitnotering(en) in de Nederlandse Album Top 100 | Datum van verschijnen | Datum van binnenkomst | Hoogste positie | Aantal weken | Opmerkingen |
| ------------------------------------------------------------------- | --------------------- | --------------------- | --------------- | ------------ | ----------- |
| Title                                                               | 2015                  | 17-01-2015            | 16              | 27           | Goud        |
| Thank you                                                           | 2016                  | 21-05-2016            | 20              | 5            |             |
| Treat myself                                                        | 2020                  | 08-02-2020            | 96              | 1            |             |

| Album met hitnotering(en) in de Vlaamse Ultratop 200 albums | Datum van verschijnen | Datum van binnenkomst | Hoogste positie | Aantal weken | Opmerkingen |
| ----------------------------------------------------------- | --------------------- | --------------------- | --------------- | ------------ | ----------- |
| Title                                                       | 2015                  | 17-01-2015            | 55              | 22           |             |
| Thank you                                                   | 2016                  | 21-05-2016            | 37              | 10           |             |
| Treat myself                                                | 2020                  | 08-02-2020            | 109             | 1            |             |

### Singles
| Single met eventuele hitnotering(en) in de Nederlandse Top 40 | Datum van verschijnen | Datum van binnenkomst | Hoogste positie | Aantal weken | Opmerkingen                                                    |
| ------------------------------------------------------------- | --------------------- | --------------------- | --------------- | ------------ | -------------------------------------------------------------- |
| All about that bass                                           | 30-06-2014            | 06-09-2014            | 3               | 22           | Nr. 2 in de Single Top 100                                     |
| Lips are movin                                                | 21-10-2014            | 06-12-2014            | 10              | 18           | Nr. 14 in de Single Top 100 / Alarmschijf                      |
| Dear future husband                                           | 23-03-2015            | 28-03-2015            | tip5            | -            | Nr. 72 in de Single Top 100                                    |
| Marvin Gaye                                                   | 2015                  | 31-10-2015            | 11              | 16           | met Charlie Puth / Nr. 19 in de Single Top 100                 |
| Boys like you                                                 | 2015                  | 28-11-2015            | tip4            | -            | met Who is Fancy & Ariana Grande / Nr. 89 in de Single Top 100 |
| Like I'm gonna lose you                                       | 2015                  | 30-01-2016            | 34              | 6            | met John Legend / Nr. 38 in de Single Top 100                  |
| I'll be home                                                  | 2015                  | -                     |                 |              | Nr. 72 in de Single Top 100                                    |
| No                                                            | 2016                  | 23-04-2016            | 33              | 4            | Nr. 34 in de Single Top 100                                    |
| No excuses                                                    | 2018                  | 10-03-2018            | tip16           | -            |                                                                |
| Hey DJ                                                        | 2018                  | 17-11-2018            | tip11           | -            | met CNCO & Sean Paul                                           |
| Baby it's cold outside                                        | 2018                  | -                     |                 |              | met Brett Eldredge / Nr. 55 in de Single Top 100               |
| Made You Look                                                 | 2022                  | 25-11-2022            | 13              | 13           |                                                                |
| Mother                                                        | 2023                  | 10-03-2023            | tip22           | -            |                                                                |

| Single met hitnotering(en) in de Vlaamse Ultratop 50 | Datum van verschijnen | Datum van binnenkomst | Hoogste positie | Aantal weken | Opmerkingen                            |
| ---------------------------------------------------- | --------------------- | --------------------- | --------------- | ------------ | -------------------------------------- |
| All about that bass                                  | 2014                  | 13-09-2014            | 5               | 22           | Goud                                   |
| Lips are movin                                       | 2014                  | 17-01-2015            | 33              | 9            |                                        |
| Dear future husband                                  | 2014                  | 28-03-2015            | tip11           | -            |                                        |
| Marvin Gaye                                          | 2015                  | 19-09-2015            | 12              | 13           | met Charlie Puth / Goud                |
| I'll be home                                         | 2015                  | 19-12-2015            | tip24           | -            |                                        |
| No                                                   | 2016                  | 09-04-2016            | 21              | 11           |                                        |
| Me too                                               | 2016                  | 04-06-2016            | tip30           | -            |                                        |
| I'm a lady                                           | 2017                  | 18-03-2017            | tip             | -            |                                        |
| No excuses                                           | 2018                  | 17-03-2018            | tip             | -            |                                        |
| Let you be right                                     | 2018                  | 21-07-2018            | tip15           | -            |                                        |
| Just got paid                                        | 2018                  | 22-09-2018            | tip40           | -            | met Sigala, Ella Eyre & French Montana |
| More than friends                                    | 2018                  | 29-09-2018            | tip35           | -            | met Jason Mraz                         |
| Baby it's cold outside                               | 2018                  | 22-12-2018            | tip46           | -            | met Brett Eldredge                     |
| Made You Look                                        | 2022                  | 15-11-2022            | 3               | 20*          |                                        |

- Bibsys: 15027504
- Bibliothèque nationale de France: cb169666377 (data)
- Gemeinsame Normdatei: 1066223254
- International Standard Name Identifier: 0000 0004 4419 8119
- Library of Congress Control Number: no2014148919
- MusicBrainz: b2029169-2574-4305-820f-252a5fde3697
- Nationale Bibliotheek van Tsjechië: xx0214088
- Réseau des bibliothèques de Suisse occidentale: 02-A026460613
- Istituto Centrale per il Catalogo Unico: MILV355086
- Virtual International Authority File: 312881866
- WorldCat: E39PBJfRHBqjcdyGCXpRFh89jC